# 新幹線1000形電車
新幹線1000形電車（しんかんせん1000がたでんしゃ）は、日本国有鉄道（国鉄）が東海道新幹線の開業を控え、試験目的の試作車として1962年（昭和37年）に製造した新幹線車両である。
いわゆる「鴨宮モデル線」で、256km/hを記録した速度試験をはじめとする各種の試験に供された。

## 概要
当初の製作予定は12両だったが、予算緊縮の要請を受けて半減。1001号と1002号の2両編成となるA編成、1003・1004・1005・1006号の4両編成となるB編成が製作された。2編成とした目的は、すれ違い試験を行うためである。
後から6両編成のC編成（0系量産先行車:1011 - 1016）を製造し、計3編成となる。C編成製造後には、A+B編成とC編成による6両編成列車のすれ違い試験や、A編成・B編成・C編成を連結して12両編成列車の負荷試験の実施記録がある。
A編成およびB編成は、C編成および0系に類似する点もあるが、先頭車両に曲面窓を備えていたり、0系新幹線とは異なる楕円形のヘッドライトを装備していたりと、細部には相違点が多い。

## 構造
以下の説明ではC編成の説明は、特記事項を除き省略する。
力行制御には低圧タップ式を採用し、連続定格出力170kWのMT911形又はMT912形電動機を駆動させる。ブレーキシステムは発電ブレーキおよび電磁直通空気ブレーキを装備し、50km/h以上では発電ブレーキ、それ以下では電磁直通空気ブレーキとなる。
車体は全車両鋼鉄製である。先頭部は風洞実験の成果を基に設計された流線形状だった。ドアは外つり式のプラグドアを採用した。ボンネット前端は光前頭という、半透明乳白色のアクリルパネルに蛍光灯を設置したもので、夜でも遠くから視認できた。前照灯は1灯式のシールドビームであったため、2灯式の0系と比べると小さかった。
0系(C編成)との目立った相違点の一つに、ボンネット側面中央には列車番号表示用の小窓がある点がある。小窓の用途は列車番号表示が想定されたが、試験運転では列車番号も存在しないため、編成番号や試験内容を示す番号が表示されることが多かった。記録写真には「大阪-東京」や「夢の超特急」といった表示がされているものも見られる。
新幹線車輛の特徴である屋根上の静電アンテナは、後の営業車両では前縁に後退角を持たせたスピード感のあるスタイルだが、当形式は、簡素な逆L字形のものであった。また1006を除く先頭車3両の運転台窓が曲面で構成されることも0系(C編成)との相違点である。
連結面には内幌の他、外幌も付けられ、編成が一体に見えるような外観だった（鉄道車輌一般において、外幌は一定の有効性は認められているものの、運用上および保守上の煩雑さ等から、試験車輛等では採用されても営業運転では排除される傾向があるが、日本の新幹線においても高速化と、騒音のより一層の低下が求められた後年まで採用は見送られた）。
塗色は、当初赤系統のものも計画されていたが、青系統のものが採用された。0系(C編成)と同色の青20号のブルー（いわゆる新幹線ブルー）と、クリーム10号のアイボリーホワイトの2色が使用されているが、A編成では白い車体の上下の各帯と排障器（スカート）を青く塗装した。B編成では、配色が窓周りとスカートに青を塗装したものになっていた。0系(C編成)ではB編成の塗装を修正したものが採用された。
車体は全長25m、車体幅3.38m、車体高さ3.95mであった。
車体下部のスカートは0系(C編成)より長いが、0系(C編成)のような頑丈なものではなかった。

## 仕様

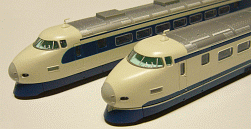
奥）B編成・1003 手前）A編成・1001
（マイクロエース製模型）

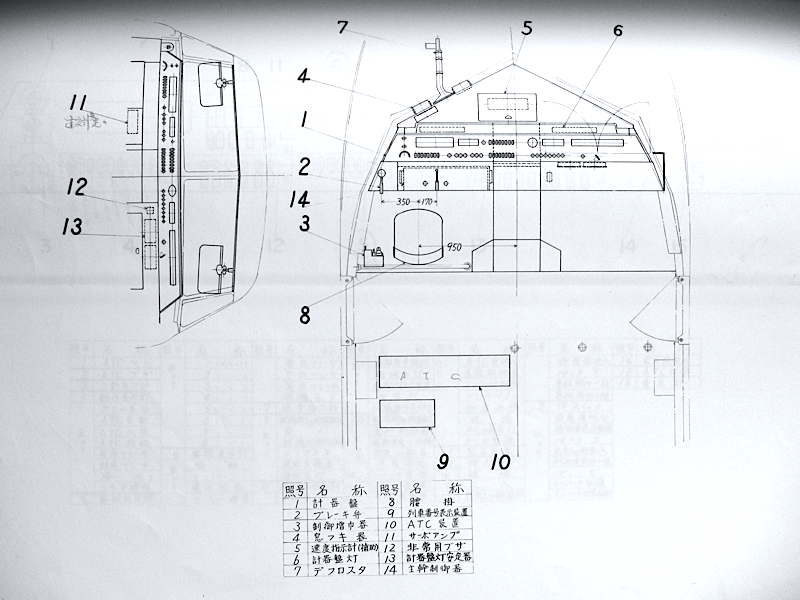
1006 運転席見取図

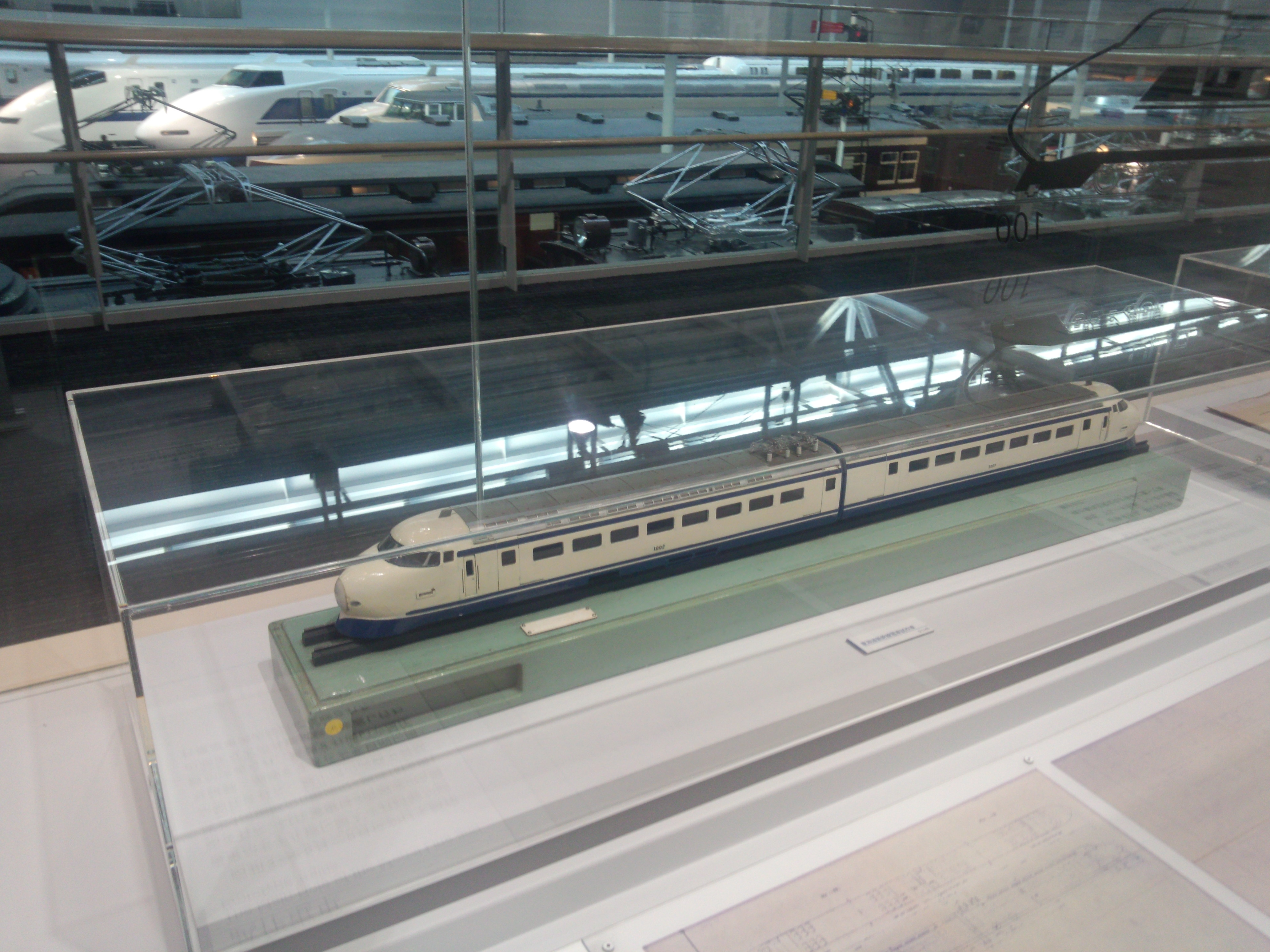
リニア・鉄道館に展示されている新幹線1000形電車A編成の模型

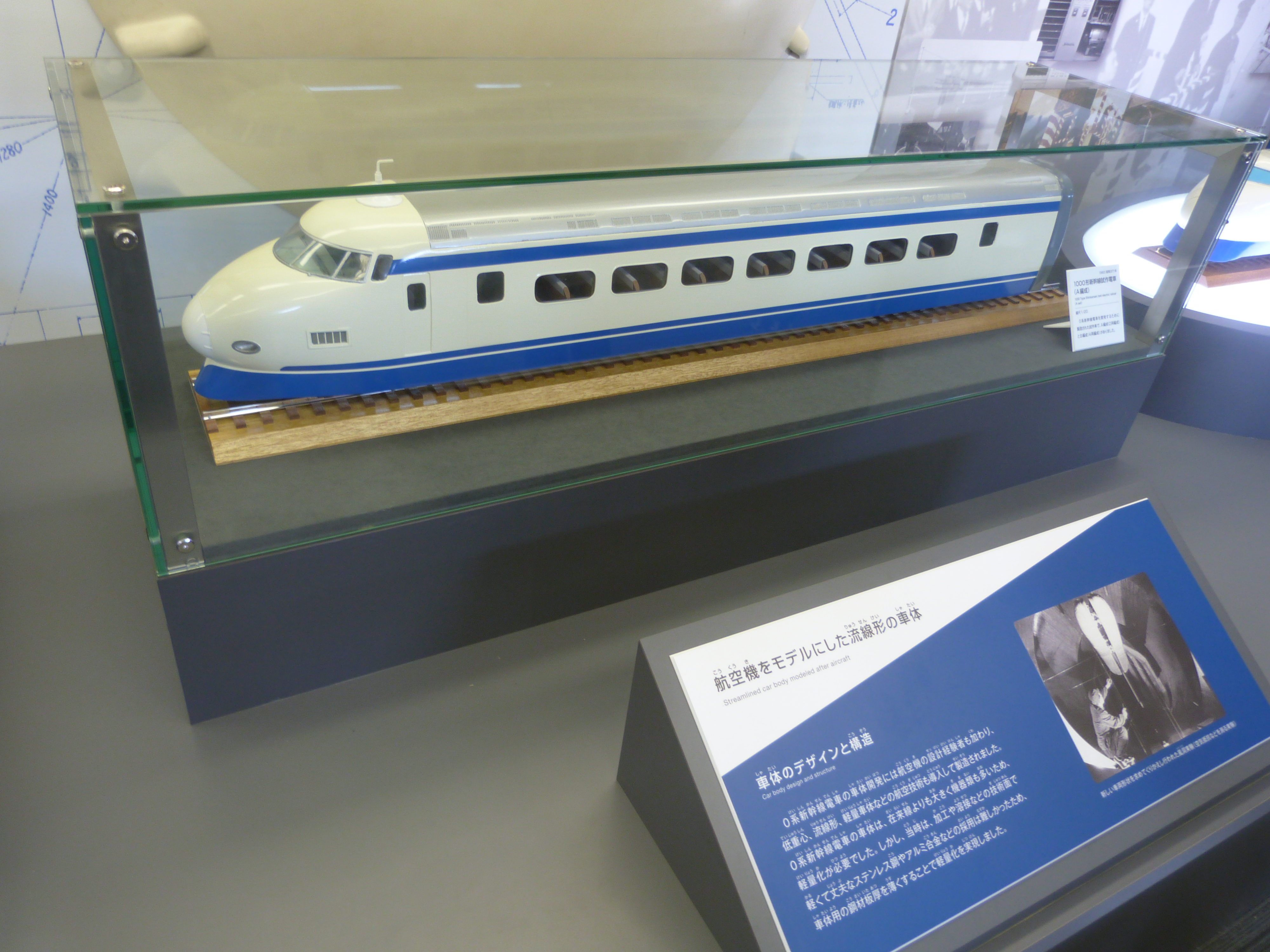
京都鉄道博物館に展示されている新幹線1000形A編成の模型。

### A編成
- 1001…大阪方の制御電動車。車体製造は汽車製造東京製作所[3]。定員56人。運転台窓に曲面ガラスを使用。台車は両板ばね式軸箱支持のDT9002形,DT9008形。
- 1002…東京方の制御電動車。車体製造は日本車輌製造東京支店[3][注 3]。定員80人。運転台窓に曲面ガラスを使用。台車はシュリーレンタイプ円筒案内(SIG)式軸箱支持（SIG式）のDT9003形。

### B編成
- 1003…大阪方の制御電動車。車体製造は日立製作所。定員70人。運転台窓に曲面ガラスを使用。台車は平行リンク式軸箱支持のDT9006形。
- 1004…中間電動車。車体製造は日立製作所。定員70人。同社が提案したX鋼体を採用したため窓が6角形になっていた。台車は両板ばね式軸箱支持2種類（ミンデン式とIS式）と平行リンク式軸箱支持1種類（住友リンク式）が装着可能なDT9004形。
- 1005…中間電動車。車体製造は川崎車輛。定員80人。台車は軸ばり式軸箱支持のDT9005形。
- 1006…東京方の制御電動車。車体製造は近畿車輛。定員80人。運転台窓に平面ガラスを使用。台車は円筒案内式軸箱支持のDT9001形。

### C編成
C編成の車両番号はモデル線区内での非公式な呼称(現場管理番号)であり、当初から量産車に準じた形式名が切り文字で車体側面に据え付けられていた。車体製造は6両全車とも日本車輌製造。後のN1編成に全車組み込まれている。
- 1011…大阪方の制御電動車。21-1。
- 1012…中間電動車。26-1。
- 1013…中間電動車。ビュフェ設備を有する。35-2。
- 1014…中間電動車。1等車として落成。16-1。
- 1015…中間電動車。25-2。
- 1016…東京方の制御電動車。22-1。

## 運用実績
1962年6月より鴨宮基地を研究拠点としてモデル線でシステム全体の試験を開始。徐々に試験速度を高めて、同7月に110km/h,9月に160km/h,10月31日に200km/hを記録し、クモヤ93000のスピードレコードを越えた。1963年（昭和38年）3月30日には速度向上試験が行われ、B編成が当時電車方式として世界最高速度の256km/hを記録した。これを記念し、B編成に記念プレートがつけられた。また、同6月8日にA編成とB編成で併結運転を行った。
モデル線での運用開始の2か月後の1962年8月、A編成は観測ドームなどを設置し、架線試験車に改造された。
さらに、1964年（昭和39年）8月10日にA編成が941形救援車（廃車まで救援車としての出番はなかった）に、B編成が同年7月22日に922形電気試験車に改造された。1975年（昭和50年）8月15日に0系1,2次車解体のため、浜松工場に新設された新幹線車両の車体解体設備の試運転材料となり、A・B両編成とも廃車解体された。

## その他
- 2005年（平成17年）3月23日に、日本郵政公社からこの車両がデザインされた特殊切手が発売された[5]。
- 試運転を行う運転基地への回送はD51 507がけん引した[6]。
- 新幹線が開業する前からメディアで紹介されていた車両のため、開業前後に出版された歴史漫画などにはこの車両が新幹線として紹介されている。実物は廃車・解体されたが、これら書籍の一部は改訂・増刷を重ね今でも入手可能なものもある。また、作画の際の参考資料に本形式の写真を使用したのか、文芸漫画作品等でも本形式の特徴（ボンネット側面中央の列車番号表示用の小窓、単純な逆L字形の静電アンテナ）が見られることがある。
  - アニメ『エイトマン』『サイボーグ009』のオープニングに現れる車両にも、列車番号の小窓が確認できる（塗り分けはB編成である）。
- B編成1003には、左前照灯下に「日本国有鉄道」と塗装されている写真が複数存在するが、これはアメリカの雑誌LIFEのカメラマンが、撮影のために国鉄に書かせたもので、「日本文字がないとどこの国の車かわからないから」というのがその理由であった。関係者の「ちょっぴりしゃくにさわったが、言うとおりにしてやった」との記事が残っている[7]。
- 2014年に放送されたテレビドラマ『妻たちの新幹線』には本形式が登場しているが、博多総合車両所で保存されていた0系（22-1047）を改造して似せたものを撮影したものである。

## 保存車
1000形として保存されている車両はないが、旧C編成の21-1・22-1・16-1は0系としての営業運転終了後に交通科学博物館に収蔵された。のちに新設された京都鉄道博物館にも引き継がれ、保存されている。
また、A編成とB編成のパンタグラフが鉄道博物館に保存されている。

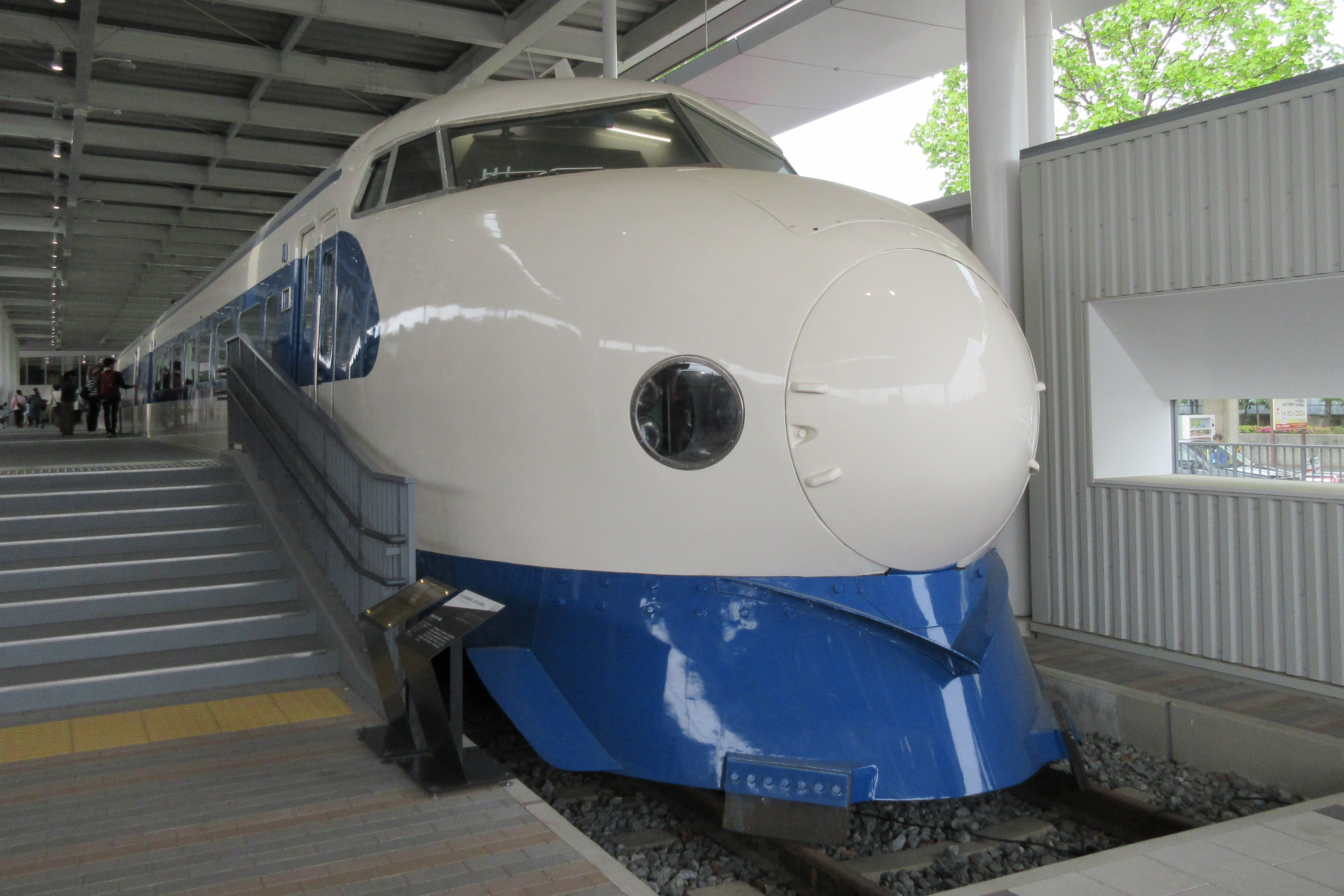
21-1
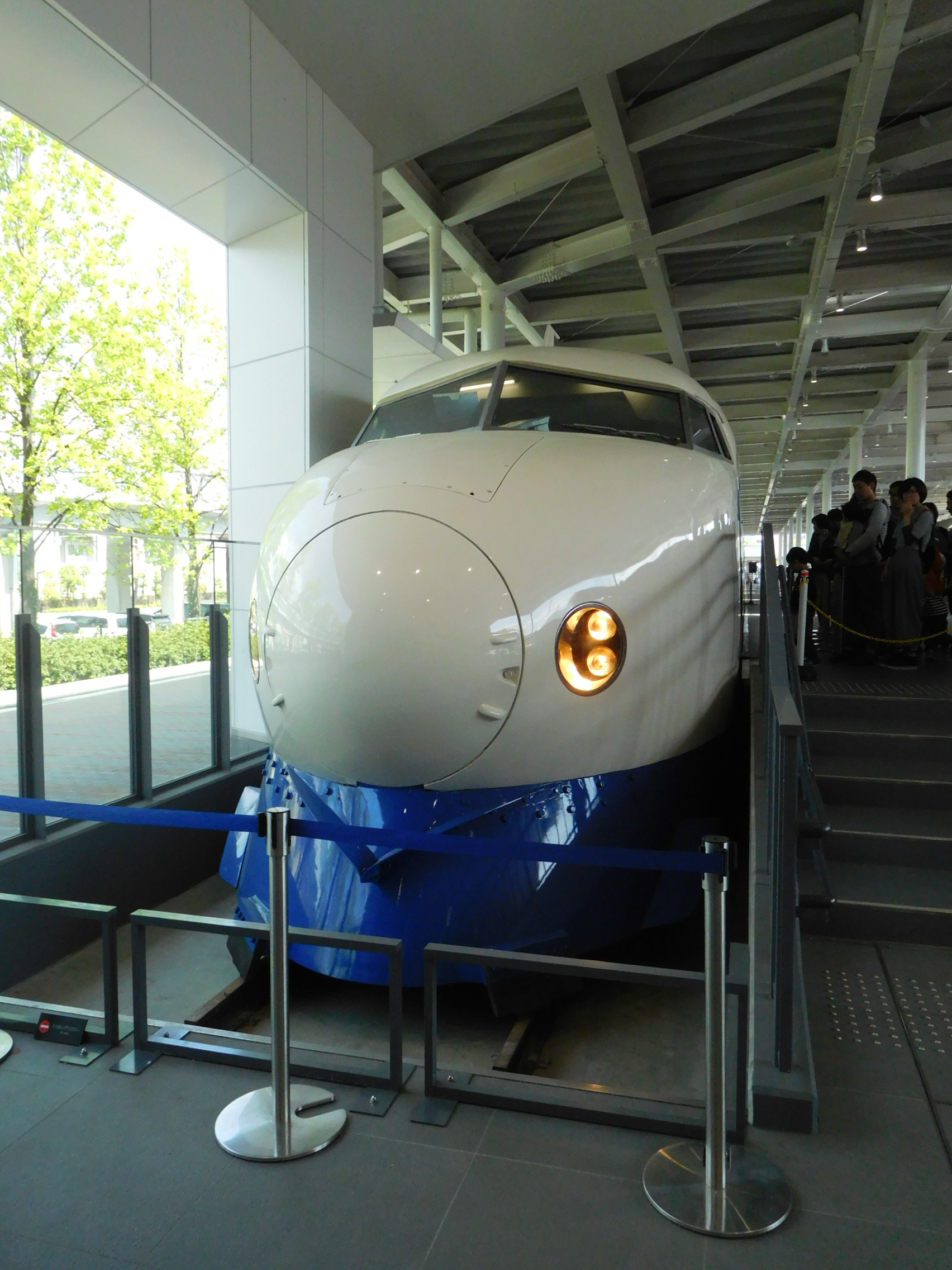
22-1
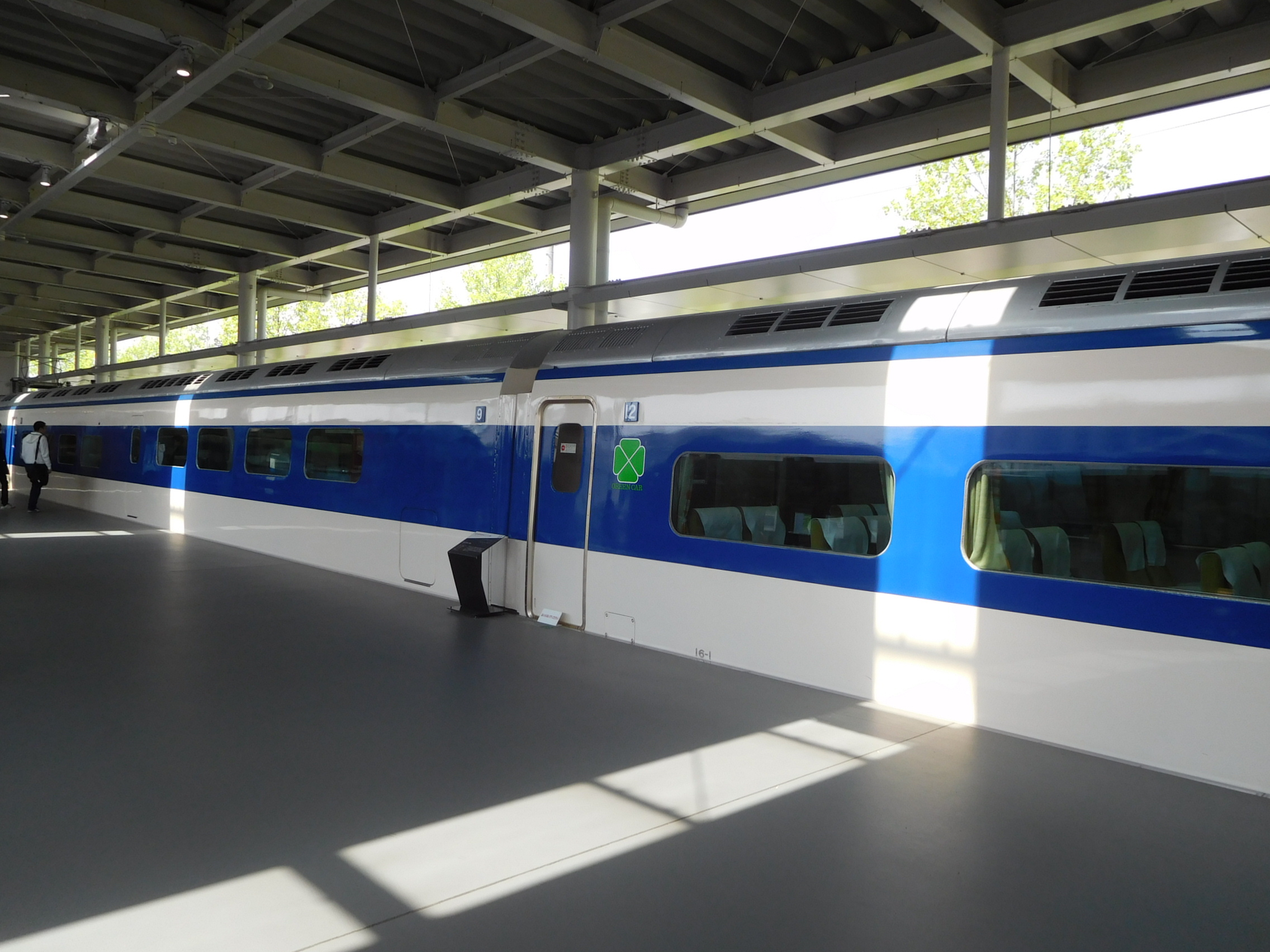
16-1